# Áp Bắc
Áp Bắc (tiếng Trung: 闸北区, Hán Việt: Áp Bắc khu) là một quận của thành phố trực thuộc trung ương Thượng Hải, Cộng hòa Nhân dân Trung Hoa. Đây là một quận nội thành của Thượng Hải. Quận này có diện tích 29,26 km2, dân số năm theo điều tra dân số năm 2000 là 798.600 người.